# Sorority Noise
Sorority Noise ist eine 2013 gegründete Pop-Punk-Band aus Harford, Connecticut.

## Geschichte

### Erste Jahre
Sorority Noise wurde im Jahr 2013 in Hartford im Bundesstaat Connecticut gegründet. Ihre erste feste Besetzung fand die Band in den beiden Gitarristen und Sängern Cameron Boucher und Adam Ackerman, sowie aus dem Bassisten Kevin O’Donnell und Schlagzeuger Jason Rule. Nachdem noch im Gründungsjahr mit Young Luck und Quiet Hours zwei EPs – Young Luck erschien als Kassette über Broken World Media – veröffentlicht wurden, verließen Ruler und O’Donnell im darauffolgenden Jahr die Band und wurden durch Ryan McKenna am Bass und Charlie Singer am Schlagzeug ersetzt.
Im Mai des Jahres 2014 erschien mit Forgettable das Debütalbum der Band über Dog Knight Productions und Broken World Media. Im November folgte eine Split-EP mit der Emo-Band Somos. Außerdem wurde eine Split mit Radiator Hospital veröffentlicht. Nachdem Sorority Noise zu Topshelf Records gewechselt waren, folgte im Juni des Jahres 2015 die Herausgabe des zweiten Studioalbums Joy, Departed. Ende des Jahres 2015 absolvierte die Gruppe eine Konzertreise durch die Vereinigten Staaten und Kanada als Vorgruppe für Knuckle Puck. Bei einem Auftritt im Februar 2016 im Rock City im britischen Nottingham wurde eine weitere EP unter dem Namen It Kindly Stopped For Me angekündigt, die im April auf dem Markt gebracht wurde. Unter dem Titel Leaf Ellis/Smoke & Felt wurde im Oktober gleichen Jahres eine Split-Single mit The World Is a Beautiful Place and I Am No Longer Afraid to Die über Triple Crown Records herausgebracht, nachdem die Band bereits im August zu dieser Plattenfirma gewechselt war. Zwischen dem 18. und 25. Oktober 2016 waren Sorority Noise Vorband für Turnover, die in diesem Zeitraum in den Niederlanden und in Deutschland spielten. Bei den Konzerten in Berlin und Wiesbaden wurden beide Gruppen außerdem von Milk Teeth unterstützt. Zuvor absolvierten Sorority Noise im August und September eine Konzertreise durch Nordamerika gemeinsam mit den Menzigers als Vorband für Bayside.

### Erste Erfolge
Im März des Jahres 2017 erschien mit You’re Not As _____ As You Think das dritte Studioalbum der Gruppe über Triple Crown Records. Es schaffte erstmals einen Charteinstieg in den US-amerikanischen Albumcharts, die vom Musikmagazin Billboard ermittelt werden. Dort stieg das Album in der Woche des 8. April 2017 auf Platz 176 ein und hielt sich eine Woche lang dort auf. Im Oktober gleichen Jahres erschien mit Alone eine weitere EP. Fünf Tage nach der Herausgabe der EP folgte eine Konzertreise durch die Vereinigten Staaten und Kanada, bei der Sorority Noise im Vorprogramm von Citizen spielten. Zuvor absolvierte die Band im September und Oktober erstmals drei Konzerte in Australien. Bereits zwischen dem 22. und 29. Mai gleichen Jahres war das Quartett auf Mini-Konzertreise in Deutschland, in den Niederlanden, in Belgien und im Vereinigten Königreich zu sehen, wobei die drei Auftritte in Leeds, Birmingham und Hatfield im Rahmen des Slam Dunk Festivals ausgetragen wurden.

### Pause
Anfang März 2018 kündigte die Gruppe nach ihren Konzerten in den Staaten und dem Vereinigten Königreich eine Pause auf unbestimmte Zeit an. Einen Monat später bezichtigte die ehemalige Schlagzeugerin der Emo-Band The World Is a Beautiful Place and I Am No Longer Afraid to Die, Nicole Shanholtzer, Sänger Cameron Boucher auf mehreren sozialen Netzwerken, eine Freundin vergewaltigt zu haben. Boucher streitet die Vorwürfe ab. Allerdings gaben die Musiker bekannt, ihre Tournee im Vereinigten Königreich mit The Wonder Years vorzeitig abzubrechen.

## Musik
Sorority Noise spielt eine Mischung aus Indie-Rock, Emorock der 1990er-Jahre, Pop-Punk und Powerpop. Vergleichbar ist der Klang zum Beispiel mit Modest Mouse, Manchester Orchestra und Death Cab for Cutie. Ab und an sind auch Elemente des Post-Punk heraushörbar.
Die Texte, welche durch selbst erlebte Geschehnisse inspiriert sind, werden von Sänger Cameron Boucher verfasst. So verarbeitet er zum Beispiel zwei Todesfälle in seinem Freundeskreis – einen Suizid und einen Tod nach einer Überdosis Heroin – und seine damit verbundenen Angststörungen und Depressionen. Auf dem Vorgänger Joy, Departed setzte sich Boucher musikalisch mit seiner diagnostizierten bipolaren Störung auseinander, in anderen Titeln mit seinem christlichen Glauben. Dabei werden Boucher Talente wie bei Will Toledo und John K. Samson attestiert.

## Nebenprojekte
Sänger Cameron Boucher, Schlagzeuger Charlie Singer und Gitarrist Adam Ackerman spielen gemeinsam in der Spoken-Word-/Emoband Old Gray. Dieses wurde im Jahr 2011 von Boucher und Singer gegründet, während Ackerman erst 2015 hinzustieß. Die Band veröffentlichte bisher zwei Alben und mehrere EPs, sowie zahlreiche Split-Veröffentlichungen.
Boucher gründete des Weiteren seine eigene Plattenfirma unter dem Namen Flower Girl Records, auf dem er ältere Werke von Sorority Noise aufgelegt, sowie Alben seines Nebenprojektes Old Gray und seine eigene Musik als Solomusiker veröffentlicht hat.
Ryan McKenna spielt als Gitarrist und Sänger in der 2008 gegründeten Indie-Rock-Band Prawn, die bisher drei Alben über Topshelf Records veröffentlicht haben.

## Diskografie
- 2013: Young Luck (EP, Broken World Media)
- 2013: Quiet Hours (EP)
- 2014: Forgettable (Album, Dog Knight Productions, Broken World Media, Neuauflage im Jahr 2016 über Flower Girl Records)
- 2014: Split-EP mit Somos
- 2014: Split-EP mit Radiator Hospital
- 2015: Joy, Departed (Album, Topshelf Records)
- 2016: It Kindly Stopped for Me (EP)
- 2016: Leaf Ellis/Smoke & Felt (Split-Single mit The World Is a Beautiful Place and I Am No Longer Afraid to Die, Triple Crown Records)
- 2017: You’re Not As_____As You Think (Album, Triple Crown Records)
- 2017: Alone (EP, Triple Crown Records)
- 2018: YNAAYT (Triple Crown Records)